# Christian Jürgensen (Politiker)
Christian Jacob Jürgensen (* 6. März 1838 in Stübbek; † 3. Februar 1909 in Berlin) war ein deutscher Richter und Politiker.

## Leben und Wirken
Christian Jürgensen kam aus einer Familie von Bauern, die seit langer Zeit in Nordschleswig lebte und in der Dänisch gesprochen wurde. Sein Vater Boy Jürgensen (* 23. Oktober 1798 in Stübbek; † 13. Juni 1873 ebenda) arbeitete als Hufner und besaß eine Ziegelei. Seine Mutter Metta Cecilia Margaretha, geborene Festersen (* 18. August 1805 in Hostrup; † 27. Februar 1893 in Enstedt) war eine Tochter von Fester Petersen und Silla Margaretha, geborene Thaysen. Vor und während der Schleswig-Holsteinischen Erhebung positionierten sich der Vater und dessen Brüder eindeutig auf Seiten der Schleswig-Holsteiner.
Nach der Schlacht bei Idstedt im Jahr 1850 ging Jürgensen, um deutsch erzogen zu werden, auf das Gymnasium von Glückstadt. Ostern 1853 wechselte er zur Kieler Gelehrtenschule, an der er im Herbst 1858 die Reifeprüfung ablegte. Ab dem Wintersemester 1858/59 absolvierte er ein Jurastudium an der Universität Kiel. Im Wintersemester 1860/61 setzte er das Studium in Berlin fort. Während dieser für ihn prägenden Zeit trat er der nationalen Studentenbewegung bei und hielt diese politische Ausrichtung lebenslang bei.
1863 legte Jürgensen in Kiel das juristische Amtsexamen ab. Danach arbeitete er kurzzeitig als Advokat in Altona. Während des Deutsch-Dänischen Krieges war er einige Monate der Sekretär des Amtmannes Otto Kjer in Hadersleben. Im selben Jahr wechselte er als Hardesvogt nach Toftlund und 1867 als Amtsrichter nach Rödding. Während dieser Zeit wurden neue preußische Gesetze eingeführt. Die Einwohner schätzten ihn während deren Umsetzung als guten Ratgeber. Unter den zumeist dänischgesinnten Einwohnern galt er – als gebürtiger Deutscher, der im täglichen Austausch Dänisch sprach – als allgemein beliebte Person.
Damit seine Kinder eine deutsche Schule besuchen konnten, bat Jürgensen 1880 um eine Versetzung als Amtsrichter nach Husum. Er hielt lebenslange Kontakte zu seinen vorherigen Arbeitsplätzen bei. 1882 zog er als Mitglieder der nationalliberalen Partei für den Kreis Husum in den preußischen Landtag ein. Schnell kam es zu harten Konflikten mit dem dänischen Abgeordneten Gustav Johannsen, die eigentlich auf ein Missverständnis zurückzuführen waren. Diese Auseinandersetzungen prägten fast zwanzig Jahre seine Positionen im Landtag bei Aspekten um Nordschleswig. Er kommentierte daher 1888 die Sprachverfügung nicht, nach der an allen Volksschulen Nordschleswigs die deutsche die dänische Sprache im Unterricht größtenteils verdrängte, was große Unruhen verursachte. 1889 bezog er während einer Debatte des Landtags Stellung für Ernst von Köller und dessen harte Politik. Da ihm die Vorgänge in Nordschleswig lange Zeit Sorgen bereiteten, dürfte ihm diese Stellungnahme nicht leicht gefallen sein.
Im Verlauf der Zeit änderte sich Jürgensens Position gegenüber den Dänen Nordschleswigs zunehmend. Einen großen Anteil hieran hatte der seit 1890 existierende Deutsche Verein für das nördliche Schleswig. Dieser sprach sich für eine „Politik der harten Hand“ aus, die die Regierung Preußens verfolgte. Jürgensen vertrat hingegen liberale Positionen und wollte diese Vereinsarbeit nicht unterstützen. Kurz nach Lebensende seines Gegners Johannsen baute er darüber hinaus positive Beziehungen zu dem dänischen Politiker Hans Peter Hanssen auf.
Jürgensen fiel nicht als großer Redner auf, besaß bei den Nationalliberalen und im Landtag aber dennoch Einfluss und galt als geschätzter Ratgeber der Regierung Preußens. Er hatte signifikanten Anteil am Zustandekommen des Optantenvertrages. Er war ein persönlicher Freund des Justizministers Max von Beseler und hatte höchstwahrscheinlich maßgeblichen Anteil an der Ernennung Detlev Wilhelm von Bülows zum neuen Oberpräsidenten. Nachdem die Preußen nach kurzzeitig liberalem Agieren in Nordschleswig wieder radikaler wurden, äußerte sich Jürgensen am 5. Oktober 1908 in der Kölnischen Zeitung scharf über „Die Entwicklung im nördlichen Schleswig“. Laut dem Reichstagsabgeordneten Johannes Leonhart hatten ihn Mitglieder der deutschen Regierung zu dem Artikel animiert. In Deutschland und Dänemark rief dieser Beitrag großes Aufsehen hervor. Renommierte Politiker und Wissenschaftler, darunter Friedrich Naumann und Hans Delbrück, bezogen für Jürgensen, der hunderte positive Schreiben deutscher Einwohner Nordschleswigs erhielt, Stellung. Gleichzeitig sah er sich harten und zunehmenden Angriffen ausgesetzt. Diese stammten zumeist aus dem Deutschen Verein für das nördliche Schleswig und mit diesem zusammenarbeitenden Zeitungen. Versuche, seine Kandidatur für die Landtagswahl 1908 zu unterbinden, scheiterten. Jürgensen starb plötzlich während der folgenden Legislaturperiode.

## Familie
Am 14. Oktober 1871 heiratete Jürgensen in Kiel Elise Johanna Dorothea Postel (* 10. Juli 1841 in Burg; † 6. Juli 1930 in Husum). Ihr Vater Johannes Detlev Andreas Postel (1805–1882) war ein Kirchspielvogt und verheiratet mit Elise Katharina Margaretha, geborene Hausmann (1826–1902). Das Ehepaar Jürgensen hatte drei Söhne.

## Ehrungen
1901 erhielt Jürgensen den Roten Adlerorden 4. Klasse. 1903 wurde er mit dem Königlichen Kronenorden 3. Klasse ausgezeichnet und 1907 zum Geheimen Justizrat ernannt.